# Alexandre I de Parma
Alexandre Farnese o Alexandre I de Parma (Roma, Estats Pontificis, 27 d'agost de 1545 - Arràs, Països Baixos espanyols, 3 de desembre de 1592) fou el tercer Duc de Parma, càrrec que ostentà entre 1586 i 1592.

## Genealogia
Va néixer el 1545 a la ciutat de Roma, capital dels Estats Pontificis, fill del duc Octavi I de Parma i Margarida de Parma. Fou net per línia paterna de Pere Lluís I de Parma i Girolama Orsini i per línia materna de Carles V del Sacre Imperi Romanogermànic i la seva amistançada Joana van der Gheynst.
Es casà l'11 de novembre de 1565 a la catedral de Brussel·les amb Maria de Portugal, filla d'Eduard de Portugal i Isabel de Bragança i neta de Manuel I de Portugal. D'aquesta unió nasqueren:
- Margarida de Parma (1567-1643), casada el 1581 amb Vicenç I de Màntua i posteriorment religiosa
- Ranuccio I de Parma (1569-1622), duc de Parma
- Odoard de Parma (1573-1626), cardenal

## Joventut

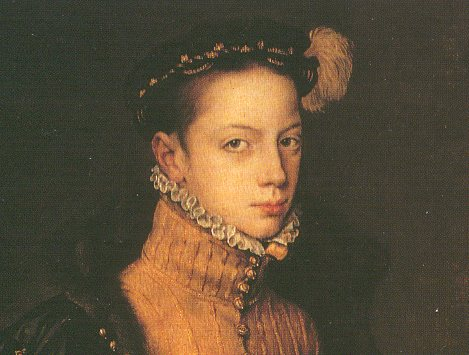
Imatge d'Alexandre Farnese.

Fou nebot de Felip II de Castella i Joan d'Àustria, al costat del qual s'educà a la cort castellana, i va desenvolupar una important tasca militar i diplomàtica al servei de la corona espanyola. Va lluitar en la batalla de Lepant contra els turcs i als Països Baixos contra els rebels holandesos.
Va acompanyar a la seva mare fins a la ciutat de Brussel·les quan aquesta va ser nomenada governadora dels Països Baixos.

## Governador dels Països Baixos

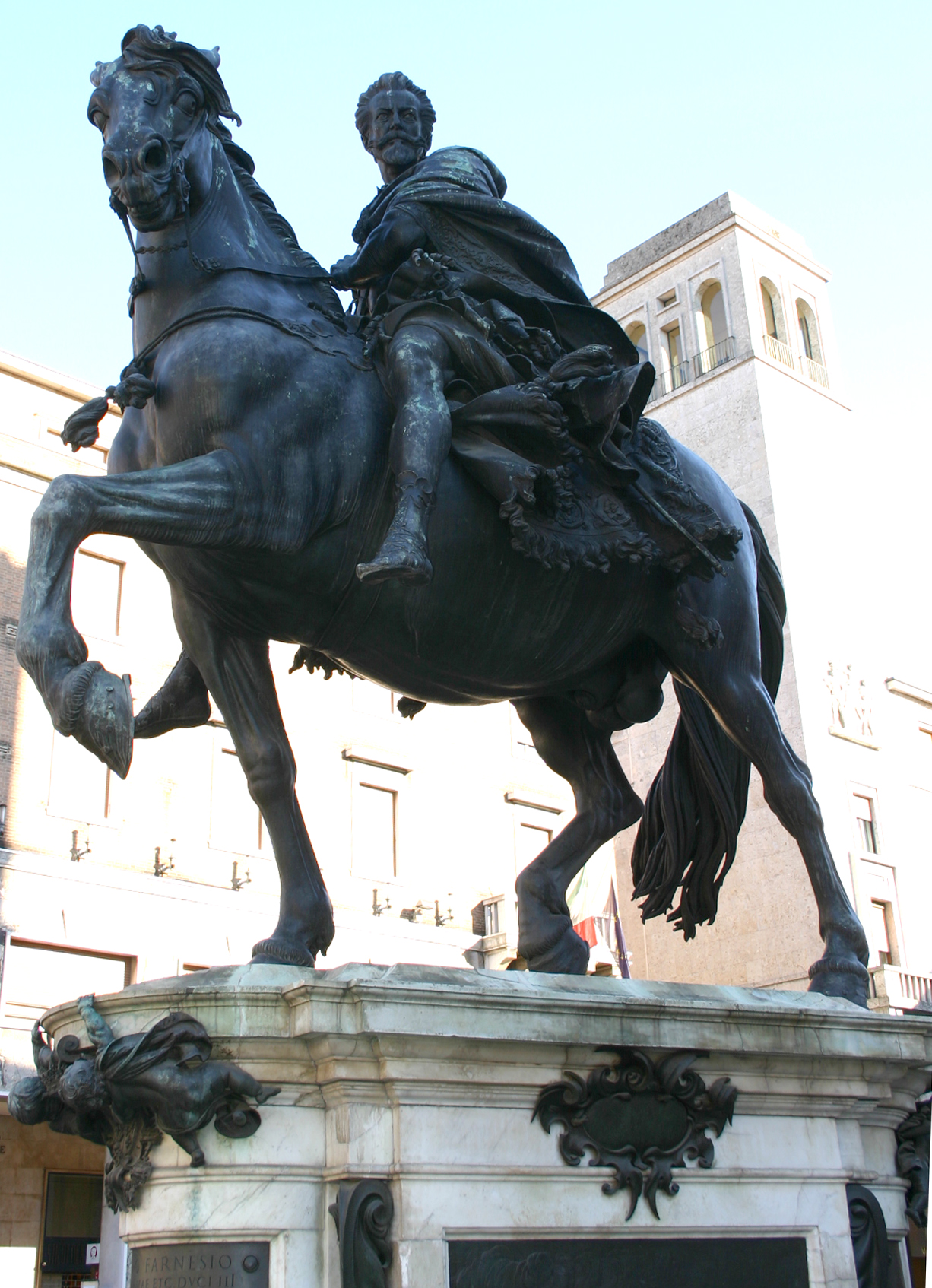
Estàtua eqüestre d'Alexandre I de Parma a Piacenza.

Van passar diversos anys abans que pogués demostrar el seu talent per a les operacions militars. Durant aquest temps els Països Baixos s'havien rebel·lat contra la corona espanyola i després de la mort de Lluís de Requesens, Joan d'Àustria fou nomenat governador el 1576. A la tardor de 1577 Alexandre Farnese va ser enviat en ajuda de Joan d'Àustria, arribant com comandant de l'exèrcit al capdavant dels terços amb els quals el gener de 1578 va derrotar a un exèrcit protestant a la batalla de Gembloux. A l'octubre de 1578 Dom Joan morí de tifus sol·licitant a Felipe II que Alexandre fos nomenat Governador dels Països Baixos, petició a la qual el rei va accedir.
Els seus dots com diplomàtic les va demostrar als tres mesos, el gener de 1579, quan va aconseguir, mitjançant la creació de la Unió d'Arràs, dur de nou a l'obediència a la corona espanyola a les província del sud que s'havien unit a Guillem I d'Orange-Nassau en la seva rebel·lia. Per contra, les províncies rebels van abjurar definitivament de la sobirania de Felip II unes setmanes més tard mitjançant la Unió d'Utrecht.
Tan prompte com va obtenir una base d'operacions segura a la província d'Hainaut i Artois, es va disposar a reconquerir les províncies de Brabant i Flandes. Així, una ciutat rere una altra van anar caient sota el seu control fins a arribar a les portes d'Anvers, a la qual va posar setge el 1584. El setge d'aquesta ciutat va exigir tot el geni militar i força de voluntat d'Alexandre per a completar el cèrcol i finalment rendir la ciutat el 15 d'agost de 1585. L'èxit militar de l'italià va tornar a posar en mans de la corona espanyola totes les províncies del sud dels Països Baixos, però l'orografia i situació geogràfica de les províncies d'Holanda i Zelanda feien impossible la seva conquesta sense comptar amb el domini del mar, en aquell moment en mans dels rebels.
En preparació a l'intent d'invasió de l'Anglaterra mitjançant la utilització de l'Armada Invencible, Alexandre marxà contra les ciutats d'Oostende i Sluis, conquistant aquesta última, on arribà l'armada el 1587. Després de la derrota de l'armada s'instal·là a la ciutat de Dunkerque.
Després de l'assassinat del rei Enric III de França el desembre de 1589, Alexandre va ser enviat amb l'exèrcit a França per lluitar amb el bàndol catòlic oposat al rei Enric IV. En el setge de Caudebec de 1592 va resultar ferit d'un tir de mosquet, morint posteriorment durant la campanya militar contra la ciutat d'Arràs el 3 de desembre del mateix any.

## Duc de Parma
El 1586, a la mort del seu pare, fou nomenat duc de Parma, per la qual cosa hagué de sol·licitar permís al rei per a absentar-se i visitar el territori del ducat, permís que no li fou atorgat, ja que el rei el considerà insubstituïble.